# William Lyon Mackenzie
William Lyon Mackenzie, född 12 mars 1795 i Dundee i Skottland, död 28 augusti 1861 i Toronto, var en skotsk-kanadensisk politiker.
Mackenzie föddes i Skottland, emigrerade 1820 till Upper Canada och ägnade sig åt politik och publicistisk verksamhet på det oppositionella partiets sida. Han hade upprepade gånger säte i kolonins parlament men framträdde mest som agitator. Han blev 1834 staden Torontos förste borgmästare. År 1837-39 försökte Mackenzie, som var republikanskt sinnad, två gånger med våld ta makten, men hans resningsförsök misslyckades.